# The French Peep Show
The French Peep Show è un film del 1952, diretto da Russ Meyer.
Si tratta dell'opera prima di Meyer, ma il film è andato perduto. È uscito solo in Giappone, nell'aprile 1954.

## Trama
Girato come un documentario, il film mostra il lavoro di Tempest (Tempest Storm), giovane danzatrice in topless in un locale per soli uomini. Il sogno di Tempest è assicurare la fonte del suo lavoro, ossia il suo seno. Insieme a Tempest lavorano nel locale altre otto ragazze.

## Produzione
Il film nacque dopo l'incontro fatale tra Russ Meyer e Tempest Storm, all'anagrafe Annie Blanche Banks, che lavorava come ballerina all'El Ray Burlesk Theatre di Oakland. Meyer s'invaghì di lei, e nonostante fosse sposato iniziò una relazione d'amore. Grazie a quest'incontro il regista riuscì a dirigere il suo primo film, mentre Tempest divenne una piccola star tra gli amanti del genere burlesque.
Il film fu prodotto da Peter A. DeCenzie (Peter Anthony Peixoto, 1907-1982), proprietario del locale dove lavorava Tempest.

## Distribuzione
The French Peep Show ottenne un gran successo tra i clienti del locale, tanto che DeCenzie voleva farne un sequel, con scene più esplicite, ma Meyer non amò il film, ed esso andò addirittura perduto. Secondo Meyer, l'ex moglie di DeCenzie, Yvonne (presente come attrice nel film), alla morte del marito distrusse la copia del film, per vendicarsi di Meyer, con il quale i rapporti non erano dei migliori.